# Aptesis scutellator
Aptesis scutellator là một loài tò vò trong họ Ichneumonidae.